# ميناتيتلان
ميناتيتلان هي مدينة، تتبع ولاية فيراكروز، في المكسيك هي عاصمة Minatitlán Municipality ‏، بلغ عدد سكانها 356٬020 نسمة، في 2010.

## المناخ
يظهر الجدول التالي التغييرات المناخية على مدار السنة لميناتيتلان:
| البيانات المناخية لـميناتيتلان                                   | البيانات المناخية لـميناتيتلان | البيانات المناخية لـميناتيتلان | البيانات المناخية لـميناتيتلان | البيانات المناخية لـميناتيتلان | البيانات المناخية لـميناتيتلان | البيانات المناخية لـميناتيتلان | البيانات المناخية لـميناتيتلان | البيانات المناخية لـميناتيتلان | البيانات المناخية لـميناتيتلان | البيانات المناخية لـميناتيتلان | البيانات المناخية لـميناتيتلان | البيانات المناخية لـميناتيتلان | البيانات المناخية لـميناتيتلان |
| الشهر                                                            | يناير                          | فبراير                         | مارس                           | أبريل                          | مايو                           | يونيو                          | يوليو                          | أغسطس                          | سبتمبر                         | أكتوبر                         | نوفمبر                         | ديسمبر                         | المعدل السنوي                  |
| ---------------------------------------------------------------- | ------------------------------ | ------------------------------ | ------------------------------ | ------------------------------ | ------------------------------ | ------------------------------ | ------------------------------ | ------------------------------ | ------------------------------ | ------------------------------ | ------------------------------ | ------------------------------ | ------------------------------ |
| الدرجة القصوى °م (°ف)                                            | 41.5 (106.7)                   | 43.5 (110.3)                   | 42.0 (107.6)                   | 43.0 (109.4)                   | 44.0 (111.2)                   | 43.5 (110.3)                   | 41.0 (105.8)                   | 40.0 (104.0)                   | 42.5 (108.5)                   | 43.0 (109.4)                   | 39.4 (102.9)                   | 39.0 (102.2)                   | 44.0 (111.2)                   |
| متوسط درجة الحرارة الكبرى °م (°ف)                                | 26.5 (79.7)                    | 27.9 (82.2)                    | 30.9 (87.6)                    | 33.4 (92.1)                    | 34.9 (94.8)                    | 33.6 (92.5)                    | 32.3 (90.1)                    | 32.2 (90.0)                    | 32.2 (90.0)                    | 30.9 (87.6)                    | 29.5 (85.1)                    | 27.2 (81.0)                    | 31.0 (87.8)                    |
| المتوسط اليومي °م (°ف)                                           | 22.1 (71.8)                    | 23.0 (73.4)                    | 25.0 (77.0)                    | 27.2 (81.0)                    | 28.7 (83.7)                    | 28.0 (82.4)                    | 27.2 (81.0)                    | 27.2 (81.0)                    | 27.0 (80.6)                    | 26.1 (79.0)                    | 24.8 (76.6)                    | 22.9 (73.2)                    | 25.8 (78.4)                    |
| متوسط درجة الحرارة الصغرى °م (°ف)                                | 17.7 (63.9)                    | 18.0 (64.4)                    | 19.1 (66.4)                    | 20.9 (69.6)                    | 22.4 (72.3)                    | 22.3 (72.1)                    | 22.2 (72.0)                    | 22.2 (72.0)                    | 21.9 (71.4)                    | 21.3 (70.3)                    | 20.0 (68.0)                    | 18.6 (65.5)                    | 20.6 (69.1)                    |
| أدنى درجة حرارة °م (°ف)                                          | 2.0 (35.6)                     | 8.5 (47.3)                     | 2.0 (35.6)                     | 9.0 (48.2)                     | 12.0 (53.6)                    | 15.0 (59.0)                    | 12.0 (53.6)                    | 13.0 (55.4)                    | 15.5 (59.9)                    | 15.0 (59.0)                    | 2.0 (35.6)                     | 4.0 (39.2)                     | 2.0 (35.6)                     |
| الهطول مم (إنش)                                                  | 109.8 (4.32)                   | 52.9 (2.08)                    | 40.4 (1.59)                    | 33.6 (1.32)                    | 114.4 (4.50)                   | 269.8 (10.62)                  | 283.5 (11.16)                  | 356.9 (14.05)                  | 467.4 (18.40)                  | 387.6 (15.26)                  | 229.7 (9.04)                   | 146.3 (5.76)                   | 2٬492٫3 (98.12)                |
| متوسط أيام هطول الأمطار (≥ 0.1 mm)                               | 6.7                            | 4.4                            | 3.1                            | 2.0                            | 5.0                            | 11.5                           | 12.2                           | 16.2                           | 17.1                           | 13.8                           | 11.4                           | 9.6                            | 113.0                          |
| المصدر #1: Servicio Meteorologico Nacional (Averages 1981–2000)  |                                |                                |                                |                                |                                |                                |                                |                                |                                |                                |                                |                                |                                |
| المصدر #2: Servicio Meteorologico Nacional (Record Temperatures) |                                |                                |                                |                                |                                |                                |                                |                                |                                |                                |                                |                                |                                |

## أعلام
- خوليو سيزار كروز
- نوي هرنانديز غونزاليس
- كلوديا راميريز